# Przełączka pod Zadnim Mnichem
Przełączka pod Zadnim Mnichem (słow. Štrbina za Druhým Mníchom, Štrbina pod Druhým Mníchom, niem. Hintere Mönchsscharte, węg. Hátsó-Barát-csorba, ok. 2135 m) – wąska i głęboka przełęcz w grani głównej Tatr, oddzielająca od siebie Zadniego Mnicha (2172 m) i Cubrynę (2376 m). Dawniej wykorzystywana jako połączenie do przejścia z Doliny za Mnichem do Doliny Ciemnosmreczyńskiej (Temnosmrečinská dolina). Z obydwu tych dolin jest bowiem łatwo dostępna. Południowe stoki opadają do słowackiej Doliny Piarżystej, w północne, opadające na najwyższą część Zadniego Mnichowego Piargu wcina się żlebek.
Zarówno Cubryna, jak i Zadni Mnich opadają na przełączkę pionowymi uskokami. 50–metrowy uskok w grani Zadniego Mnicha, opadający na przełęcz, jest jednym z najtrudniejszych punktów całej grani głównej (VI stopień trudności UIAA), przy schodzeniu niezbędny jest zjazd na linie. Zejście ze szczytu Cubryny tą drogą zaleca jednak Władysław Cywiński zimą, przy dużym zagrożeniu lawinowym. Wielka Galeria Cubryńska, przez którą prowadzi najłatwiejsze zejście z Cubryny jest bowiem bardzo lawiniasta.
W rejonie przełączki stwierdzono występowanie m.in. wiechliny tatrzańskiej (Poa nobilis) oraz warzuchy tatrzańskiej (Cochlearia tatrae) – bardzo rzadkich roślin, w Polsce występujących tylko w Tatrach i to na nielicznych stanowiskach.

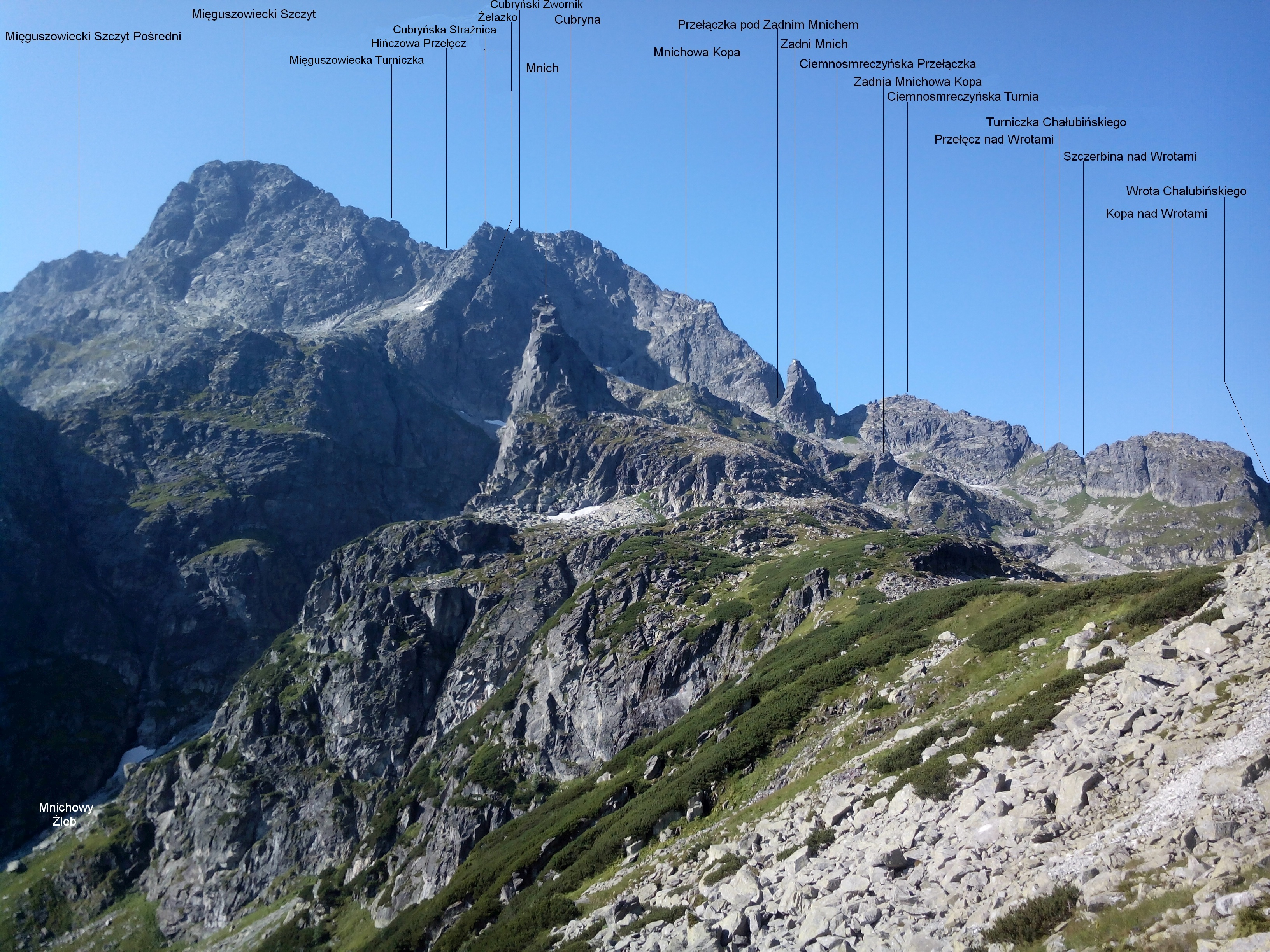
Odcinek głównej grani

## Historia zdobycia
Pierwsze odnotowane przejścia:
- latem – Władysław Kleczyński, Klemens Bachleda, ok. 1894 r.,
- zimą – Jan Alfred Szczepański, Stanisław Krystyn Zaremba, 16 kwietnia 1926 r.[2]

## Drogi wspinaczkowe
Przez Przełączkę pod Zadnim Mnichem nie prowadzi żaden szlak turystyczny, znajduje się ona jednak w rejonie udostępnionym do wspinaczki dla taterników. Drogi wspinaczkowe:
- Z Zadniego Mnichowego Piargu; 0, 10 min,
- Z Zadniej Galerii Cubryńskiej; 0, 10 min,
- Z Doliny Piarżystej; 0, 30 min[3].